# 危險岬

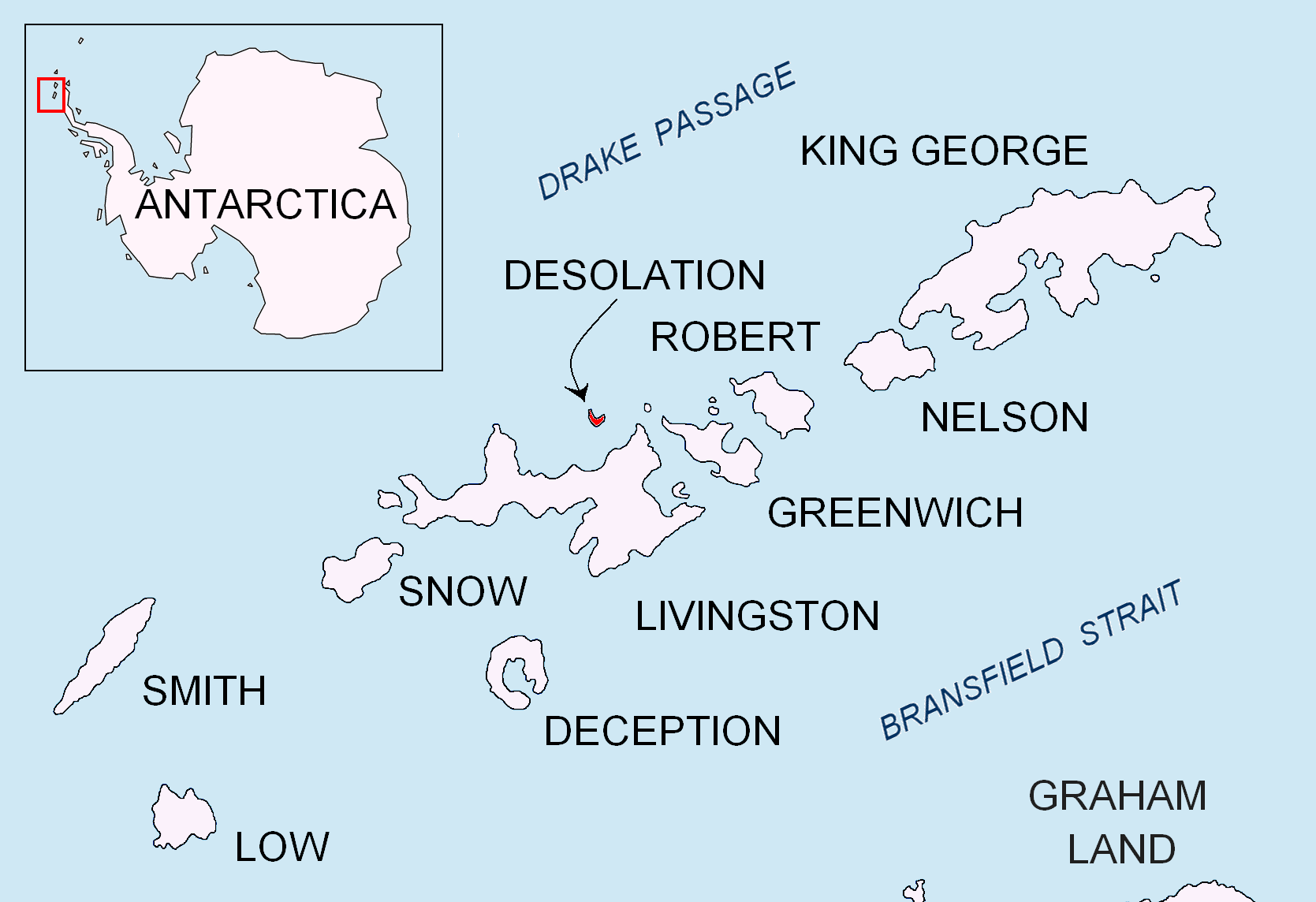

危險岬是南極洲的海岬，位於德瑟萊申島西北端，處於伊拉塔伊斯角以西12.13公里、西丁斯角東北面11.68公里和希里夫角以東21.6公里，該海岬現時由南極條約體系管理。
62°26′38.5″S 60°22′15.3″W / 62.444028°S 60.370917°W

## 外部連結
- SCAR Composite Gazetteer of Antarctica（页面存档备份，存于）.